# Vészhelyzeti frekvenciák
A vészhelyzeti frekvenciák olyan rádiófrekvenciák, amelyeket csak abban az esetben használnak, amikor valamilyen vészhelyzet áll elő. Az adott sávblokk sávtervében az ITU konkrét frekvenciákat is meghatároz.
Az általános vészhelyzeti frekvenciákat normál esetben mindig szabadon kell hagyni, ezek kizárólag csak
- segélyhívásra
- szerencsétlenség, természeti csapás tényének közlésére
- mentési, felkutatási, elhárítási munkák koordinálásához szükséges kommunikációra

használhatóak.
Meghatározott ferekvenciákat, illetve frekvenciatartományokat használnak különféle vészjeladó készülékek, pl.:
- lavina vészjeladó
- vészhelyzeti helymeghatározó adó

A vészhelyzetre kijelölhető, egyéb rádiószolgálatok frekvenciáit normál körülmények között az adott rádiószolgálat használja a saját céljaira, vészhelyzet esetén pedig ezeket a frekvenciákat kizárólag vészhelyzeti kommunikációra használhatják.

## Általános vészhelyzeti frekvenciák[1]
| Sávblokk              | Szolgálat, alkalmazás                                                                     | f           | leírás, üzemmód |
| --------------------- | ----------------------------------------------------------------------------------------- | ----------- | --- |
| 456,9–457,1 kHz       | A lavina vészjeladó, Betemetett áldozatok és értéktárgyak felkutatására szolgáló eszközök | *           | Mágneses térerősség: max. 7 dBmA/m, 10 m távolságban CW adás – moduláció nélkül Csatornaosztás: min. 150 Hz                                                                                          |
| 2173,5–2190,5 kHz     | MOZGÓ (vészjelzés és hívás)                                                               | 2174,5 kHz  | Nemzetközi vészfrekvencia a keskenysávú távgépíró részére |
| 2173,5–2190,5 kHz     | MOZGÓ (vészjelzés és hívás)                                                               | 2182 kHz    | - Nemzetközi vész- és hívófrekvencia rádiótelefon üzemre hajók, légijárművek és mentőhajók állomásai részére - Ember által vezetett űrjárművek kutatási és mentési műveletei                         |
| 2173,5–2190,5 kHz     | MOZGÓ (vészjelzés és hívás)                                                               | 2187,5 kHz  | Nemzetközi vészfrekvencia a DSC részére |
| 2850–3025 kHz         | (R) LÉGI MOZGÓ                                                                            | 3023 kHz    | - GMDSS: Egyeztetett kutatási és mentési műveletek. Hajó és légijármű közötti forgalmazásra is használható. - Ember által vezetett űrjárművek kutatási és mentési művelete                           |
| 4063–4438 kHz         | TENGERI MOZGÓ                                                                             | 4125 kHz    | Speciális vivőfrekvencia rádiótelefon üzemre |
| 4063–4438 kHz         | TENGERI MOZGÓ                                                                             | 4177,5 kHz  | Nemzetközi vészfrekvencia a keskenysávú távgépíró részére |
| 4063–4438 kHz         | TENGERI MOZGÓ                                                                             | 4207,5 kHz  | Nemzetközi vészfrekvencia a DSC részére |
| 4063–4438 kHz         | TENGERI MOZGÓ                                                                             | 4209,5 kHz  | MSI küldése NAVTEX-en |
| 5480–5680 kHz         | (R) LÉGI MOZGÓ                                                                            | 5380 kHz    | - GMDSS: Egyeztetett kutatási és mentési műveletek. Hajó és légijármű közötti forgalmazásra is használható. - Ember által vezetett űrjárművek kutatási és mentési művelete                           |
| 6200–6525 kHz         | TENGERI MOZGÓ                                                                             | 6215 kHz    | Speciális vivőfrekvencia rádiótelefon üzemre |
| 6200–6525 kHz         | TENGERI MOZGÓ                                                                             | 6828 kHz    | Nemzetközi vészfrekvencia a keskenysávú távgépíró részére |
| 6200–6525 kHz         | TENGERI MOZGÓ                                                                             | 6312 kHz    | Nemzetközi vészfrekvencia a DSC részére |
| 6200–6525 kHz         | TENGERI MOZGÓ                                                                             | 6314 kHz    | MSI |
| 8195–8815 kHz         | TENGERI MOZGÓ                                                                             | 8291 kHz    | Speciális vivőfrekvencia rádiótelefon üzemre |
| 8195–8815 kHz         | TENGERI MOZGÓ                                                                             | 8376,5 kHz  | Nemzetközi vészfrekvencia a keskenysávú távgépíró részére |
| 8195–8815 kHz         | TENGERI MOZGÓ                                                                             | 8414,5 kHz  | Nemzetközi vészfrekvencia a DSC részére |
| 8195–8815 kHz         | TENGERI MOZGÓ                                                                             | 8416,5 kHz  | MSI |
| 8195–8815 kHz         | TENGERI MOZGÓ                                                                             | 8364 kHz    | Ember által vezetett űrjárművek kutatási és mentési műveletei |
| 10 000–10 006 kHz     | (R) LÉGI MOZGÓ                                                                            | *           | Ember által vezetett űrjárművek kutatási és mentési műveletei |
| 12 230–13 200 kHz     | TENGERI MOZGÓ                                                                             | 12290 kHz   | Speciális vivőfrekvencia rádiótelefon üzemre |
| 12 230–13 200 kHz     | TENGERI MOZGÓ                                                                             | 12520 kHz   | Nemzetközi vészfrekvencia a keskenysávú távgépíró részére |
| 12 230–13 200 kHz     | TENGERI MOZGÓ                                                                             | 12577 kHz   | Nemzetközi vészfrekvencia a DSC részére |
| 12 230–13 200 kHz     | TENGERI MOZGÓ                                                                             | 12579 kHz   | MSI |
| 14 990–14 996         | Űrkutatás                                                                                 | *           | Ember által vezetett űrjárművek kutatási és mentési műveletei |
| 16 360–17 410 kHz     | TENGERI MOZGÓ                                                                             | 16420 kHz   | Speciális vivőfrekvencia rádiótelefon üzemre |
| 16 360–17 410 kHz     | TENGERI MOZGÓ                                                                             | 16695 kHz   | Nemzetközi vészfrekvencia a keskenysávú távgépíró részére |
| 16 360–17 410 kHz     | TENGERI MOZGÓ                                                                             | 16804,5 kHz | Nemzetközi vészfrekvencia a DSC részére |
| 16 360–17 410 kHz     | TENGERI MOZGÓ                                                                             | 16806,5 kHz | MSI |
| 19 990–19 996         | Űrkutatás                                                                                 | *           | Ember által vezetett űrjárművek kutatási és mentési műveletei |
| 117,975–132 MHz       | (R) LÉGI MOZGÓ                                                                            | 121,5 MHz   | A tengeri mozgószolgálat mozgóállomásainak vész- és biztonsági forgalmazása a légi mozgószolgálat állomásaival                                                                                       |
| 117,975–132 MHz       | (R) LÉGI MOZGÓ                                                                            | 123,1 MHz   | A tengeri mozgószolgálat mozgóállomásainak vész- és biztonsági forgalmazása a légi mozgószolgálat állomásaival                                                                                       |
| 156–156,4875 MHz      | TENGERI MOZGÓ                                                                             | 156,3 MHz   | Hajó-légijármű összeköttetés biztosítása kutatási és mentési műveletek során, valamint egyéb más biztonsági célok                                                                                    |
| 156,4875–156,5125 MHz | TENGERI MOZGÓ                                                                             | *           | Vészhívás DSC-vel |
| 156,5125–156,5375 MHz | FÖLDI MOZGÓ                                                                               | 156,525 MHz | Ember által vezetett űrjárművek kutatási és mentési műveletei |
| 156,5375–156,5625 MHz | TENGERI MOZGÓ                                                                             | *           | Vészhívás DSC-vel |
| 156,7875–156,8125 MHz | TENGERI MOZGÓ                                                                             | 156,8 MHz   | - Nemzetközi vész-, biztonsági és hívófrekvencia - Ember által vezetett űrjárművek kutatási és mentési műveletei                                                                                     |
| 161,9625–161,9875 MHz | FÖLDI MOZGÓ                                                                               | *           | Légijármű állomások kutatási és mentési műveletei, valamint más biztonsággal kapcsolatos összeköttetései                                                                                             |
| 162,0125–162,0375 MHz | FOLDI MOZGÓ                                                                               | *           | Légijármű állomások kutatási és mentési műveletei, valamint más biztonsággal kapcsolatos összeköttetései                                                                                             |
| 230–267 MHz           | MŰHOLDAS MOZGÓ                                                                            | 243 MHz     | - Mentőjármű állomások és mentési célokra szolgáló eszközök - Ember által vezetett űrjárművek kutatási és mentési műveletei                                                                          |
| 406–406,1 MHz         | MŰHOLDAS MOZGÓ (Föld–űr irány)                                                            | *           | Kényszerhelyzeti helymeghatározó adó (ELT) A 406−406,1 MHz sávnak a műholdas mozgószolgálat általi használata a szerencsétlenségek helyét jelző kis teljesítményű műholdas rádióbójákra korlátozódik |
| 1530–1544 MHz         | MŰHOLDAS MOZGÓ                                                                            | *           | GMDSS: vész, sürgősségi és biztonsági rendszerek. A GMDSS szerencsétlenségi, sürgősségi és biztonsági üzenetek elsőbbséget élveznek a sáv használatában.                                             |
| 1544–1545 MHz         | MŰHOLDAS MOZGÓ                                                                            | *           | Vész és biztonsági rendszerek |
| 1626,5–1645,5         | MŰHOLDAS MOZGÓ                                                                            | *           | GMDSS: vész, sürgősségi és biztonsági rendszerek. A GMDSS szerencsétlenségi, sürgősségi és biztonsági üzenetek elsőbbséget élveznek a sáv használatában.                                             |
| 1645,5–1646,5         | MŰHOLDAS MOZGÓ                                                                            | *           | Vész és biztonsági rendszerek |

- MOZGÓ (vészjelzés és hívás) - Mozgóállomások és helyhez kötött állomások között vagy mozgóállomások között létrehozott rádiótávközlési szolgálat
- TENGERI MOZGÓ - Parti állomások és hajóállomások között, vagy hajóállomások között, vagy a hozzájuk rendelt fedélzeti távközlő állomások között létrehozott mozgószolgálat; mentőjármű állomások és a szerencsétlenségek helyét jelző rádióbója állomások is részt vehetnek e szolgálatban; Magyarország területén a tengeri mozgószolgálat RR szerinti érvénye a belföldi vízi utakra is kiterjed
- NAVTEX: Navigációs távgépíró
- MSI: Tengeri biztonsági közlemények
- (R) LÉGI MOZGÓ - Elsődlegesen a nemzetközi és nemzeti polgári légiútvonalak mentén a légijáratok biztonságával és rendszerességével kapcsolatos összeköttetésekre fenntartott légi mozgószolgálat
- TENGERI MOZGÓ (vészjelzés és hívás DSC-vel) - Parti állomások és hajóállomások között, vagy hajóállomások között, vagy a hozzájuk rendelt fedélzeti távközlő állomások között létrehozott mozgószolgálat; mentőjármű állomások és a szerencsétlenségek helyét jelző rádióbója állomások is részt vehetnek e szolgálatban; Magyarország területén a tengeri mozgószolgálat RR szerinti érvénye a belföldi vízi utakra is kiterjed
- GMDSS: Világméretű tengeri vész- és biztonsági rendszer
- A  lavina vészjeladó berendezést úgy kell megtervezni, hogy az képes legyen  együttműködni az új, valamint a korábban telepített olyan vészjeladó  berendezéssel, amelynek megfelelőségét az MSZ EN 300 718‑1 és  az MSZ EN 300 718‑2 harmonizált szabványt alkalmazva a  rádióberendezésekről szóló NMHH rendelet, illetve a 2014/53/EU irányelv  szerint igazolták. A  lavina vészjeladót úgy kell megépíteni, hogy lavinaomlást követően is  megbízhatóan működjön és a lavinaomlást követően hó alá temetve is hosszabb  ideig tovább működjön.
- FÖLDI MOZGÓ - Bázisállomások és földi mozgóállomások között vagy földi mozgóállomások között létrehozott mozgószolgálat
- MŰHOLDAS MOZGÓ - Rádiótávközlési szolgálat a) mozgó földi állomások és egy vagy több űrállomás között vagy e szolgálat által használt űrállomások között, vagy b) mozgó földi állomások között egy vagy több űrállomáson keresztül; ez a szolgálat tartalmazhatja az üzemeltetéséhez szükséges modulációs összeköttetéseket is

## Vészhelyzet esetén használható rádióamatőrszolgálati frekvenciák[2]
| Band   | ITU1          | ITU2         | ITU3                                      |
| ------ | ------------- | ------------ | ----------------------------------------- |
| 13 cm  |               |              |                                           |
| 23 cm  |               | 1294.500 MHz |                                           |
| 33 cm  |               | 927.500 MHz  |                                           |
| 70 cm  | 433.500 MHz   | 446.00 MHz   | 446.00 MHz                                |
| 1.25 m |               | 223.500 MHz  |                                           |
| 2 m    | 145.500 MHz   | 146.520 MHz  | 145.000 MHz (India, Indonesia & Thailand) |
| 2 m    | 145.500 MHz   | 146.520 MHz  | 144.740 MHz Philippines                   |
| 4 m    | 70.450 MHz    | 70.450 MHz   |                                           |
| 6 m    |               | 52.525 MHz   |                                           |
| 10 m   |               | 29.600 MHz   |                                           |
| 15 m   | 21360 kHz     | 21360 kHz    | 21360 kHz                                 |
| 17 m   | 18160 kHz     | 18160 kHz    | 18160 kHz                                 |
| 20 m   | 14300 kHz     | 14300 kHz    | 14300 kHz                                 |
| 30 m   |               |              |                                           |
| 40 m   | 7110 kHz      | 7060 kHz     | 7110 kHz                                  |
| 40 m   | 7105 kHz (HU) | 7240 kHz     |                                           |
| 40 m   | 7275 kHz      |              |                                           |
| 60 m   |               |              |                                           |
| 80 m   | 3760 kHz      | 3750 kHz     | 3600 kHz                                  |
| 80 m   | 3630 kHz (HU) | 3985 kHz     |                                           |

Másodlagosan felhasználásra kerülhet valamennyi amatőrsáv és üzemmód, beleértve a digitális üzemmódokat is.

## Vészhelyzet esetén használható CB rádió frekvenciák
| Csatorna | f (MHz) | Moduláció |
| -------- | ------- | --------- |
| 9        | 27.065  | AM        |
| 19       | 27.185  | AM        |

## Vészhelyzet esetén használható PMR frekvenciák
| Csatorna | f (MHz)   | CTCSS | Művelet                                                           |
| -------- | --------- | ----- | ----------------------------------------------------------------- |
| 1        | 446.00625 | 100.0 | Általános segélyhívás, vészhelyzeti frekvencia, mentési műveletek |
| 8        | 446.09375 | 123.0 | Általános segélyhívás, vészhelyzeti frekvencia, mentési műveletek |
| 7        | 446.08125 | 85.4  | Hegyi mentés                                                      |